# Karen Asrian
Karen Asrian, orm. Կարեն Ասրյան (ur. 24 kwietnia 1980, zm. 9 czerwca 2008 w Erywaniu) – ormiański szachista, arcymistrz od 1998 roku.

## Kariera szachowa
Wielokrotnie brał udział w turniejach o mistrzostwo świata oraz Europy juniorów. W roku 1996 na Minorce zdobył tytuł wicemistrza świata do lat 16. W tym samym roku zwyciężył w Pucharze Kasparowa w Moskwie. Rok później triumfował (wygrywając wszystkie partie) w kolejnym turnieju juniorów, memoriale Tigrana Petrosjana w Moskwie oraz podzielił II miejsce (za Konstantinem Sakajewem) w memoriale Michaiła Czigorina w Sankt Petersburgu. W roku 1998 podzielił I miejsce (wraz z Władimirem Małachowem) w Mińsku. Rok później w Erywaniu wywalczył tytuł mistrza Armenii. W roku 2000 zdobył brązowy medal na rozegranych w Erywaniu mistrzostwach świata juniorów do lat 20. W roku 2001 podzielił I miejsce w otwartym turnieju w Dubaju. W roku 2004 zwyciężył w turnieju rozegranym w Stepankercie (przed Bartłomiejem Macieją). W roku 2005 wywalczył srebrny, zaś w 2006 - brązowy medal na mistrzostwach swojego kraju (oba turnieje odbyły się w Erywaniu). W 2007 (po dogrywce) zdobył drugi w karierze tytuł mistrza Armenii, a w roku kolejnym (również po dogrywce) – trzeci.
Czterokrotnie wystąpił na mistrzostwach świata FIDE, rozgrywanych systemem pucharowym:
- 1999 – Las Vegas - awans do III rundy, w której przegrał z Aleksandrem Chalifmanem,
- 2000 – New Delhi - porażka w I rundzie z Loekiem van Vely,
- 2001 – Moskwa - porażka w I rundzie z Igorem Chenkinem,
- 2004 – Trypolis - awans do II rundy, w której przegrał z Michaelem Adamsem.

W latach 1996–2006 pięciokrotnie startował na szachowych olimpiadach, zdobywając 3 medale: dwa złote (wraz z drużyną w roku 2006 oraz za indywidualny wynik na V szachownicy w roku 1996) oraz brązowy (wraz z drużyną w roku 2002). Ogółem rozegrał 46 olimpijskich partii, w których zdobył 29½ pkt. Jest również trzykrotnym medalistą drużynowych mistrzostw świata: złotym (2005, za wynik indywidualny na III szachownicy) oraz dwukrotnie brązowym (wraz z drużyną w latach 2001 i 2005).
Najwyższy ranking w karierze osiągnął 1 stycznia 2006 r., z wynikiem 2646 punktów zajmował wówczas 61. miejsce na światowej liście FIDE, jednocześnie zajmując 3. miejsce wśród ormiańskich szachistów.
Zmarł 9 czerwca 2008 r. na atak serca podczas prowadzenia samochodu.